# 第二十五届超级碗
第二十五届超级碗（Super Bowl XXV）是美国国家橄榄球联盟1990赛季的总决赛，由美联冠军布法罗比尔队对阵国联冠军纽约巨人队。比赛于1991年1月27日在坦帕的坦帕体育场举行。
最终，纽约巨人队以20-19战胜布法罗比尔队，第二次夺得超级碗冠军。跑卫奥提斯·安德森（Ottis Anderson）获得最有价值球员称号。